# Weh (île)
Pour les articles homonymes, voir Weh.
Weh est une île située à la pointe nord de l'île indonésienne de Sumatra. Elle est ainsi la partie la plus occidentale de l'archipel. Administrativement, elle fait partie de la province d'Aceh. La seule agglomération de l'île est la ville de Sabang.
L'île se dresse dans la mer d'Andaman, à la limite entre les grandes profondeurs de l'océan Indien à l'ouest et les eaux peu profondes du détroit de Malacca à l'est. De nature volcanique, elle appartient à la même chaîne d'îles que les Andaman et les Nicobar au nord.

## Géographie
La mer d’Andaman repose sur une petite plaque tectonique active en mouvement (microplaque). Un système complexe de failles géologiques et des îlots d’arc volcanique ont été créés le long de la mer par le mouvement de la microplaque.
L’île se trouve à environ 15 kilomètres au large de la pointe nord de Sumatra. L’île est petite avec seulement 121 km2, mais montagneuse. Le plus haut sommet est un volcan fumerollien, de 617 mètres de haut. On estime que la dernière éruption connue s’est produite à l’ère du Pléistocène, à la suite de quoi la montagne s’est partiellement effondrée et a été remplie par la mer, formant l'île actuelle.
À une profondeur de 9 mètres, près de la ville de Sabang, des fumerolles sous-marines émergent du fond marin. Un cône volcanique se trouve dans la jungle. 
Il y a quatre îlots autour de l’île de Weh : Klah, Rubiah, Seulako et Rondo. Parmi ceux-ci, Rubiah est bien connue pour le tourisme de plongée, en raison de ses récifs coralliens. Lorsque les voyages en Arabie saoudite n’étaient possibles que par voie maritime, Rubiah était utilisée comme lieu de quarantaine pour les musulmans indonésiens pendant la saison du pèlerinage du Hajj. Aujourd'hui, Rubiah est réputée pour ses beaux récifs de coraux.

## Tourisme
Un ferry relie l'île deux fois par jour à Banda Aceh, capitale de la province.
Une des attractions de Weh est la beauté de ses paysages, avec son terrain vallonné, ses grottes, ses belles plages et ses villages traditionnels.
Weh est un endroit apprécié pour la plongée sous-marine avec certains des meilleurs sites de plongée en Asie du Sud -Est. On y trouve des centaines d'espèces de coraux, de types de poissons, tortues, poulpes. Un centre de plongée se trouve sur la plage de Gapang, qui propose des cours de PADI.

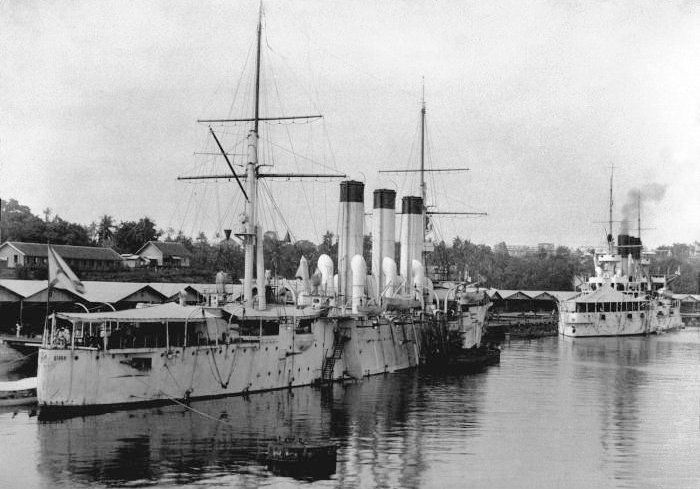
Navires à vapeur se ravitaillant dans le port de Sabang (1903)
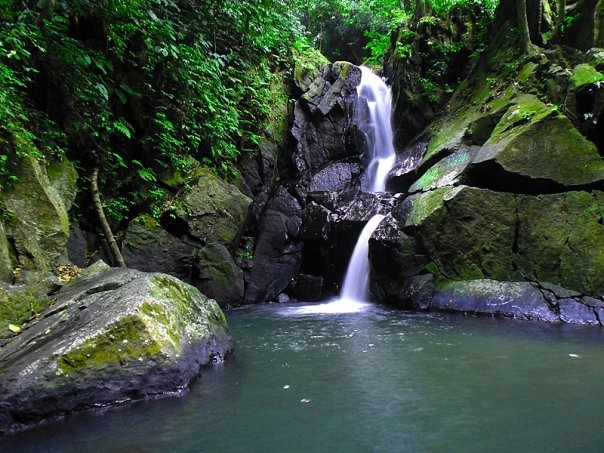
Chute d'eau à Weh
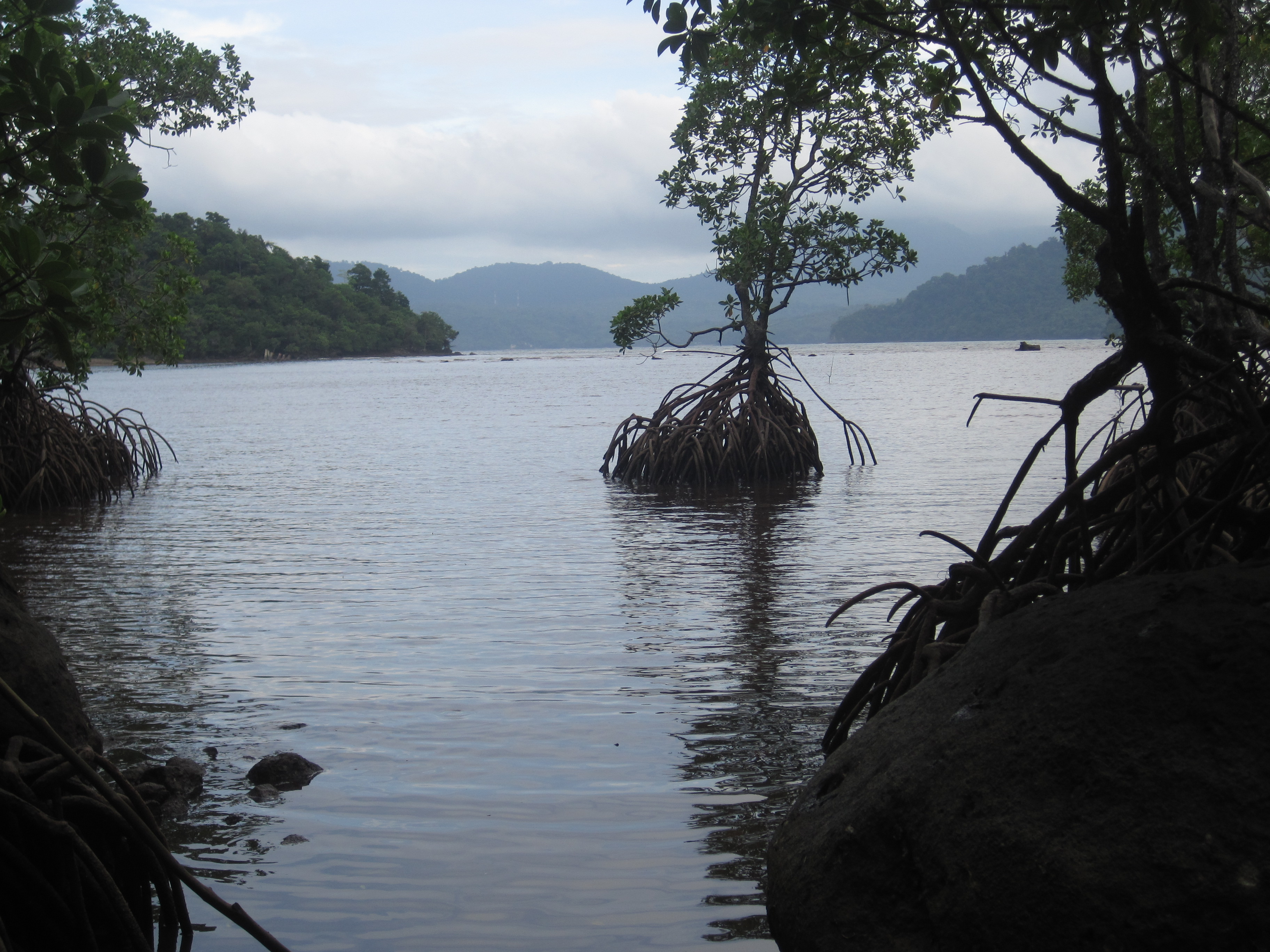
Mangrove à Weh
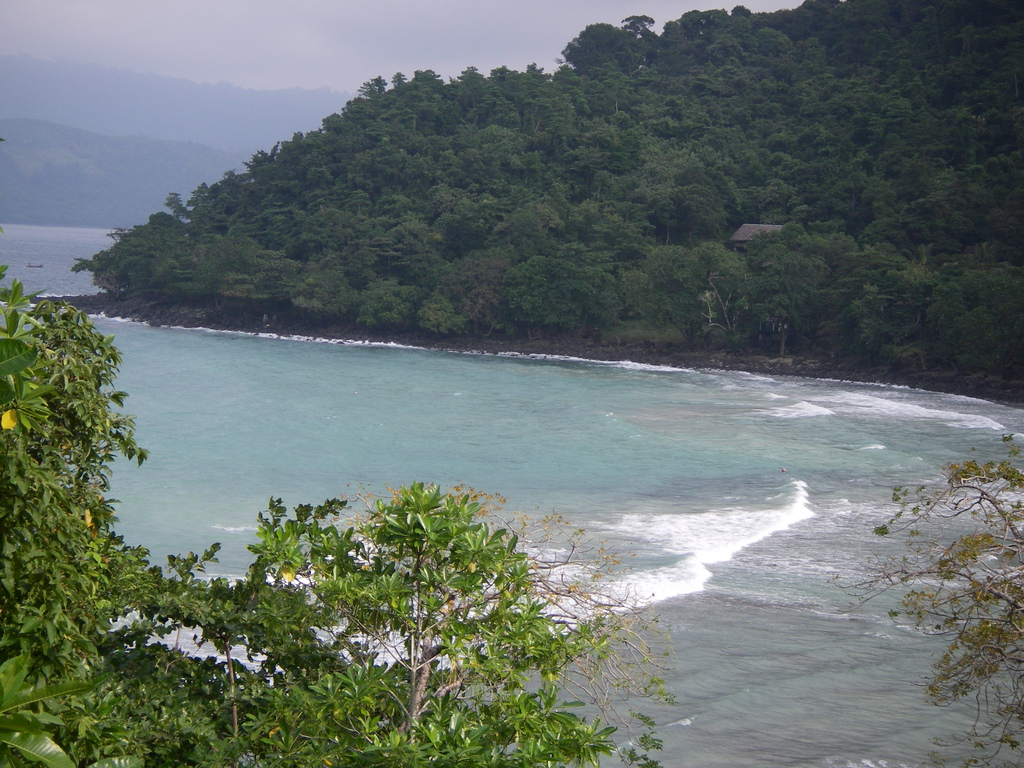
La plage de Gapang